# 182 Brygada Okrętów Podwodnych
182 Brygada Okrętów Podwodnych (128 BOP) – morski związek taktyczny Sił Zbrojnych Federacji Rosyjskiej w strukturach Floty Oceanu Spokojnego.

## Okręty
| Okręty brygady w linii w 2008 |             |                 |
| Nazwa                         | Typ         | Uwagi           |
| B-394                         | projekt 877 | w linii od 1988 |
| B-445                         | projekt 877 | w linii od 1988 |
| B-464 Kamczacki               | projekt 877 | w linii od 1990 |
| B-494 Usti Bołyszereck        | projekt 877 | w linii od 1990 |